# Jan Mayen
Jan Mayen je vulkanický ostrov na rozhraní Norského a Grónského moře. Leží 600 km severně od Islandu, 500 km východně od Grónska a 1000 km západně od norské pevniny.
Jan Mayen je součástí severonorského kraje Nordland, takže je integrální součástí Norska. Spravován je od roku 1995 nordlandským guvernérem. Přestože jde o součást Norského království, ve statistikách se často chybně uvádí odděleně jako závislé území. Někdy je pro statistické účely uváděn společně se vzdálenými Špicberkami jako Špicberky a Jan Mayen.

## Geografie
Jan Mayen je hornatý ostrov, nejvyšším bodem je sopka Beerenberg (2277 m) v jeho severní části. Ostrov se skládá ze dvou částí, severního Nord-Jan a menšího jižního Sør-Jan, které jsou spojeny 2,5 km širokou šíjí. Na šíji se nacházejí dvě největší jezera na ostrově, Sørlaguna a Nordlaguna. Třetí jezero se jmenuje Ullerenglaguna.

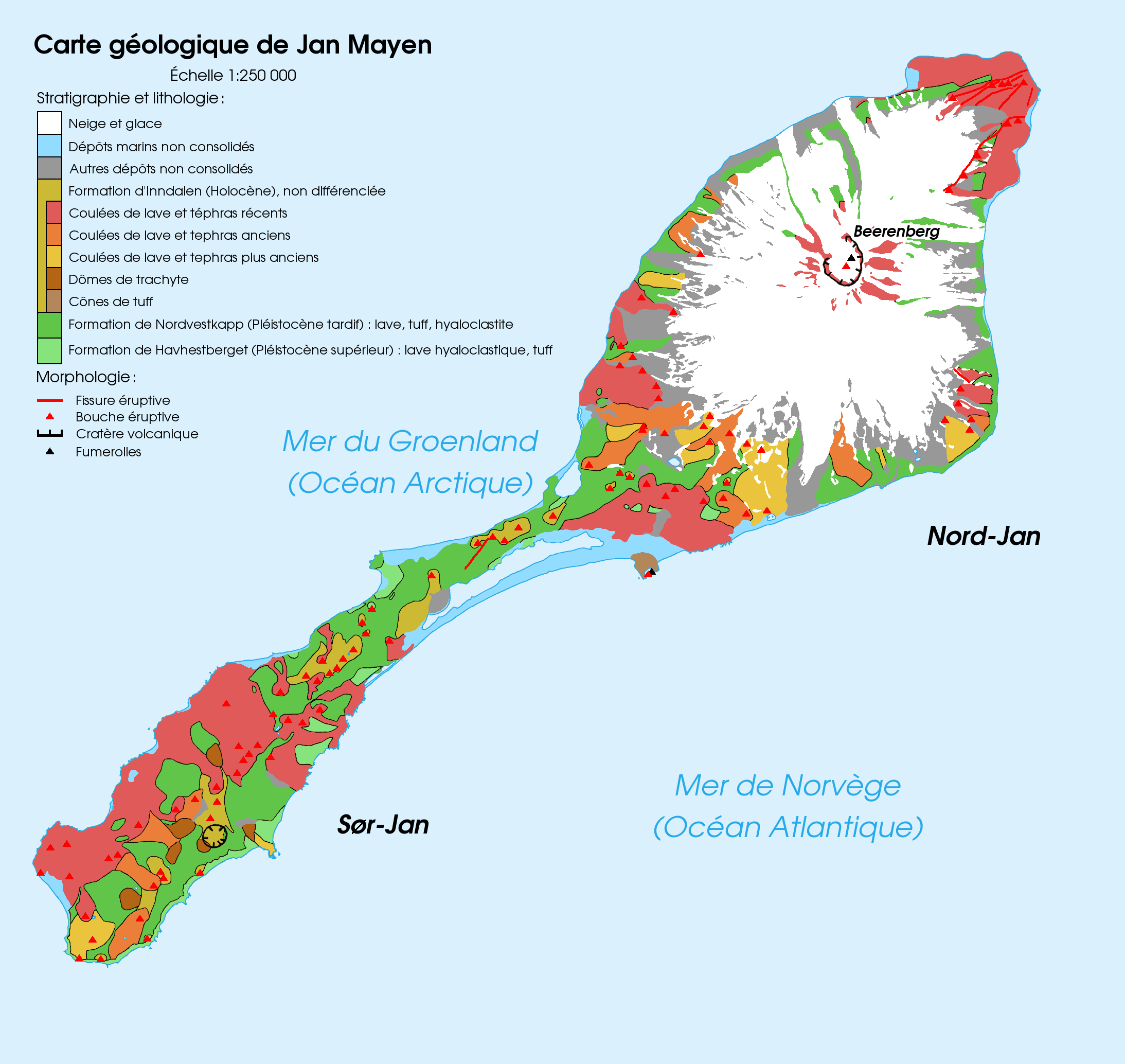
Geologická mapa ostrova Jan Mayen
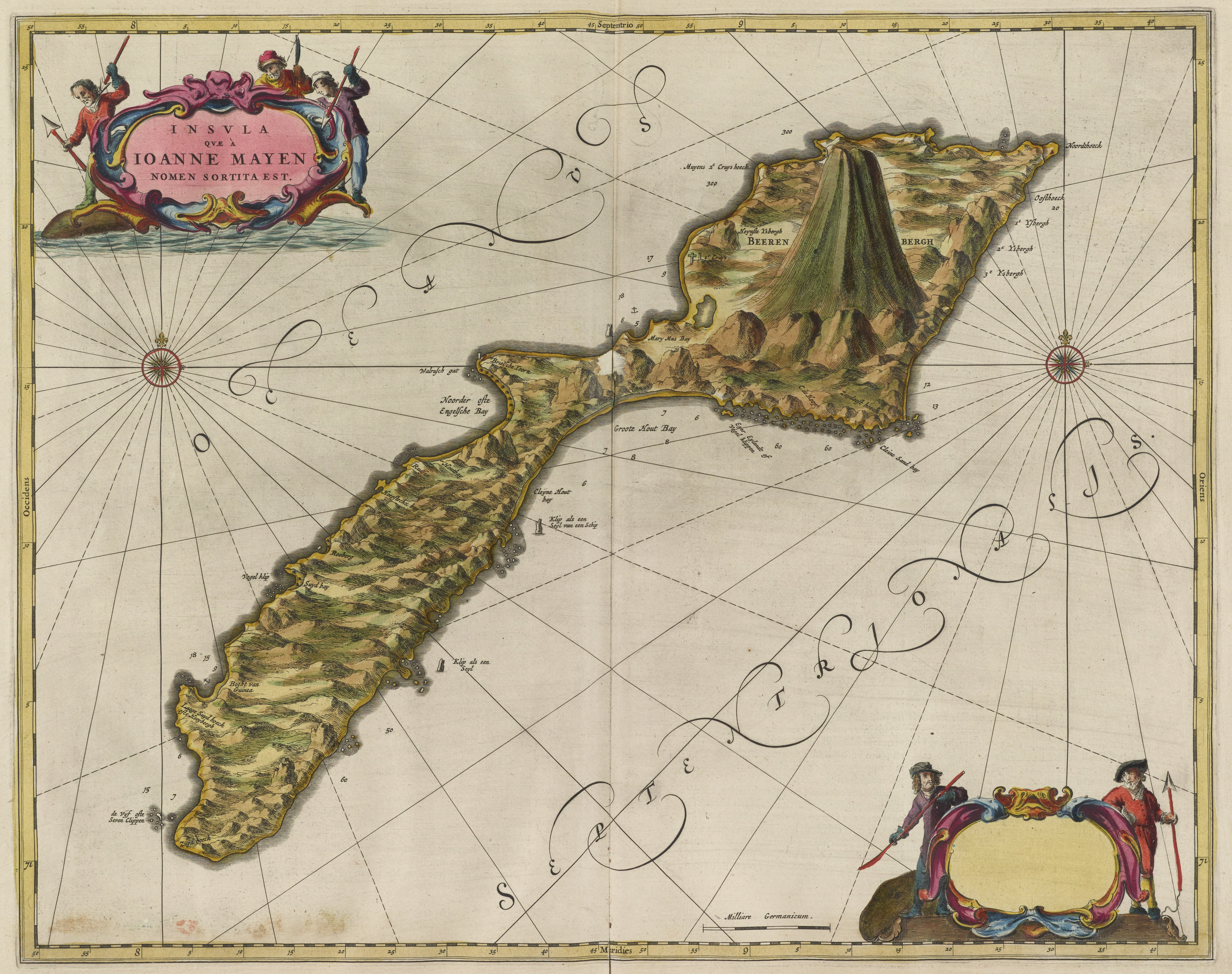
Joan Blaeu: „Insula Qvæ Ioanne Mayen nomen sortita est“ (1655)
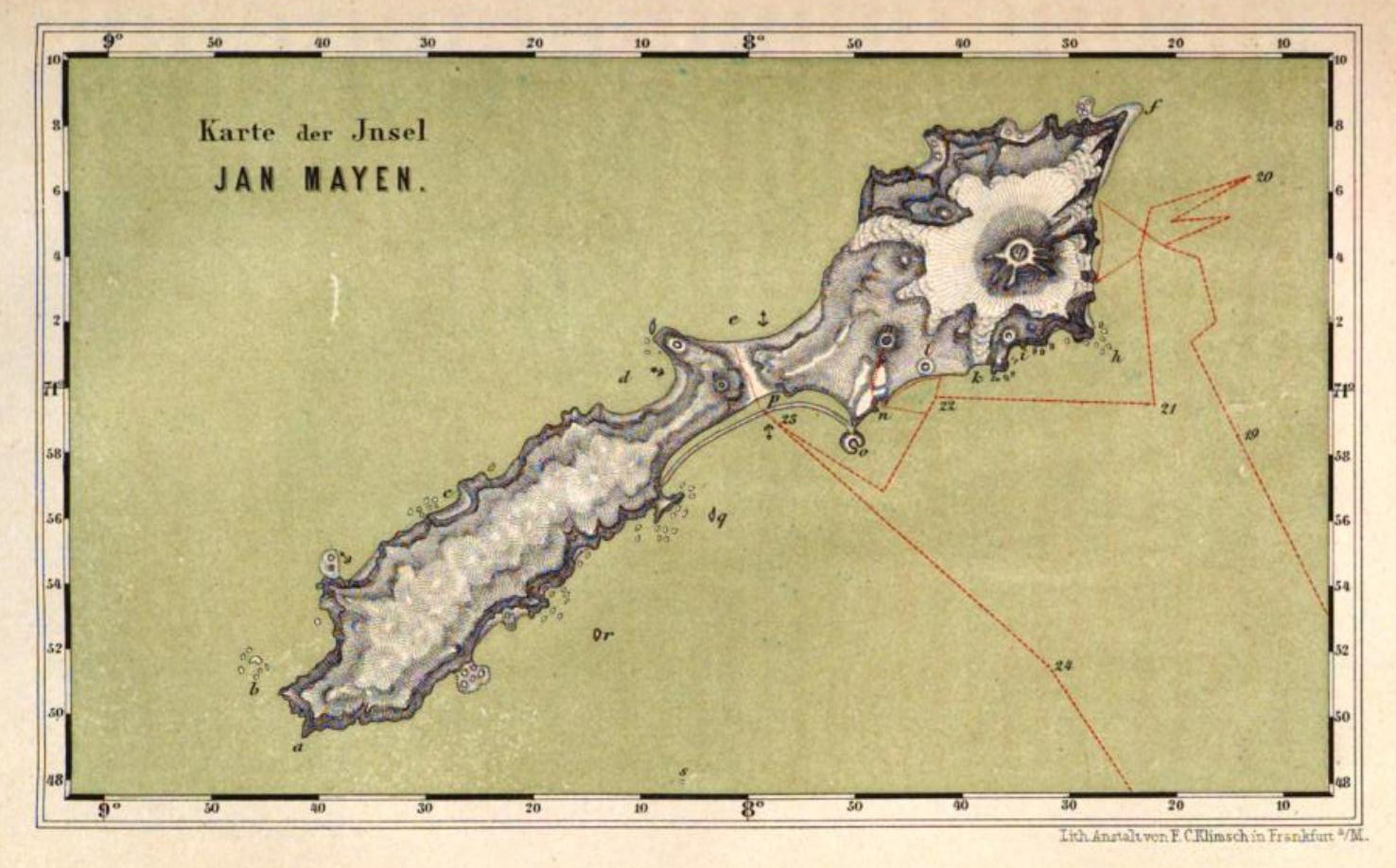
Jan Mayen na mapě Carla Vogta z r. 1863
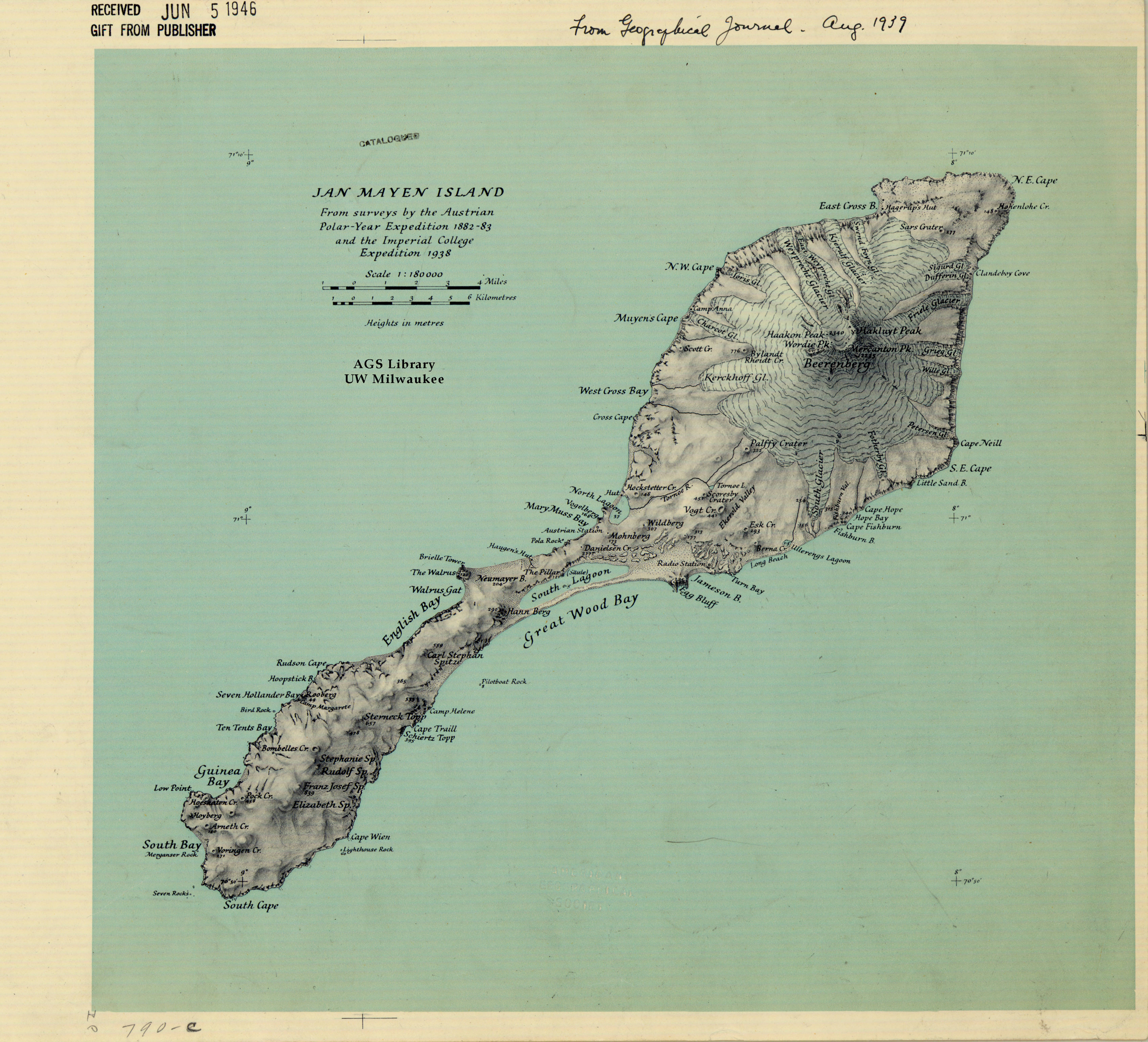
Mapa ostrova z roku 1939

## Obyvatelstvo
Ostrov nemá původní obyvatele. Pravidelně se tu střídá pouze posádka meteorologické a rádiové stanice, provozované norskou armádou.

## Dějiny
Existují náznaky, že ostrov mohl být znám některým Evropanům už v 6. století. Irský mnich Brendan, který byl známý i jako dobrý námořník, hlásil po návratu z jedné ze svých cest, že byl blízko černému ostrovu, který byl v plamenech, a že byl okolo strašlivý hluk. Myslel, že našel vchod do pekla.

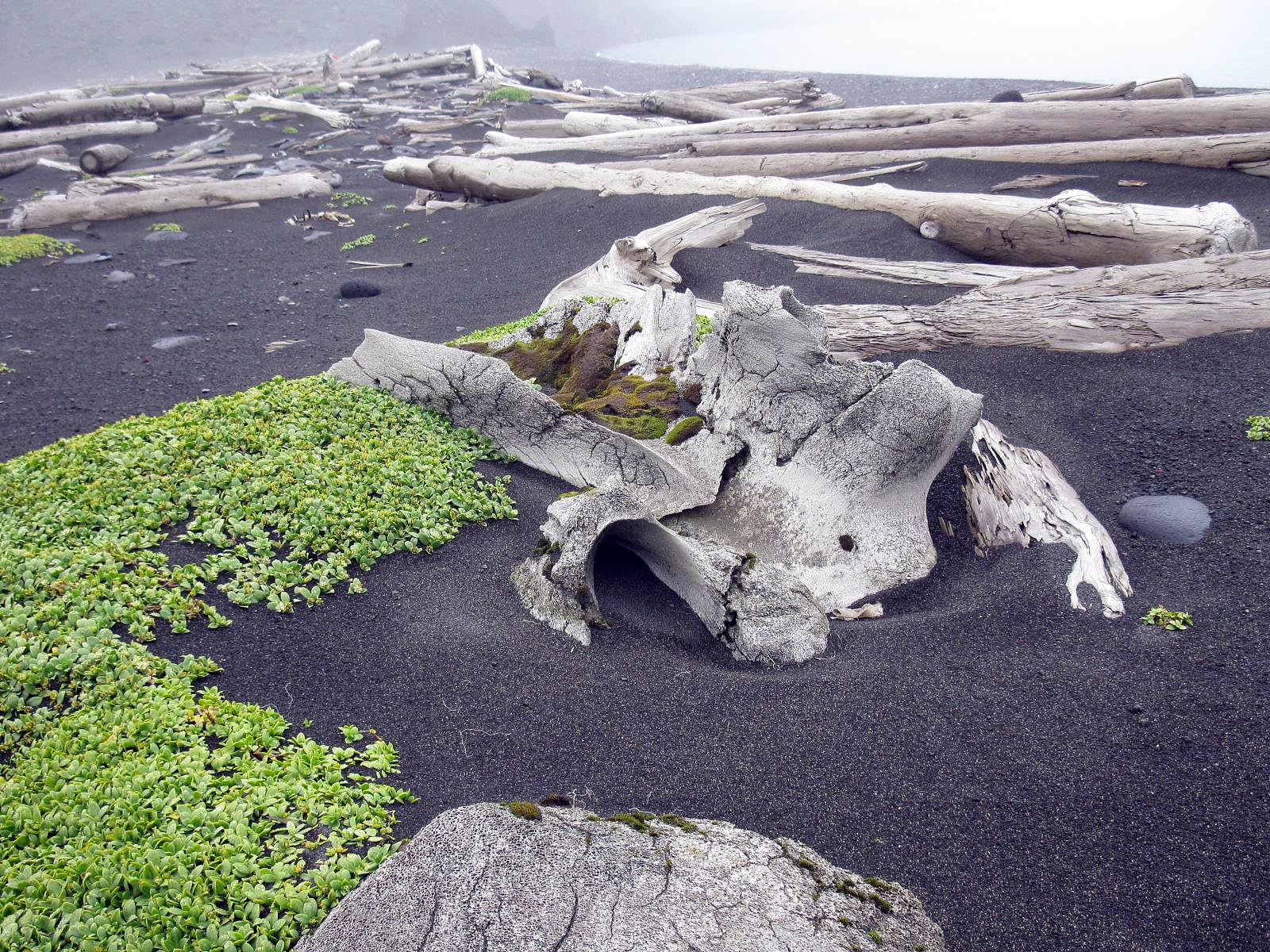
Ostrovní vegetace na lávovém písku, pokrytém kostrami velryb a naplavenými kmeny stromů

Někteří historikové věří, že mohlo jít o ostrov Jan Mayen. Také o vikinských námořnících se předpokládá, že o ostrově věděli.
Předpokládá se, že Henry Hudson tento ostrov objevil v roce 1607 a pojmenoval ho Hudson's Tutches nebo Touches. Poté byl několikrát pozorován lodivody, kteří si nárokovali jeho objev a přejmenovávali ho. V roce 1611 ho velrybáři z Hullu pojmenovali Trinity Island, v roce 1612 ho francouzský velrybář Jean Vrolicq pojmenoval Île de Richelieu a v roce 1614 ho anglický kapitán John Clarke pojmenoval Isabella.
Teprve rok 1614 se také považuje za skutečně doložený rok, kdy Evropané navštívili právě ostrov Jan Mayen. Kromě kapitána Clarka sem tehdy zavítal i Holanďan Jan Jacobs May van Schellinkhout. Jeho první důstojník zakreslil ostrov do mapy a pojmenoval ho po svém kapitánovi. Toto jméno už ostrovu zůstalo.
V letech 1882–1883 zde strávila celý rok rakousko-uherská expedice a pečlivě ostrov zmapovala. Jejich mapy se používaly až do 50. let 20. století. Mezi roky 1900 a 1920 se zde také pohybovalo množství norských lovců, kteří přes zimu lovili bílé a modré lišky a lední medvědy. V roce 1919 projevil o ostrov zájem na mezinárodní mírové konferenci československý ministr zahraničí Edvard Beneš, který chtěl ostrov do správy Československa.
První meteorologická stanice byla otevřena v roce 1921 Norským meteorologickým ústavem, který v roce 1922 anektoval ostrov pro Norsko. Podle zákona z 27. února 1930 se ostrov stal částí Norského království. Během druhé světové války ostrov nepadl do rukou Němců jako kontinentální Norsko, ale meteorologové přesto raději spálili stanici. V roce 1941 se vrátili s vojáky, aby stanici znova postavili. V roce 1943 zde Američané zřídili radiolokační stanici Atlantic City, s jejíž pomocí chtěli lokalizovat německé radiové základny v Grónsku.
Vědci se dříve domnívali, že sopka Beerenberg je vyhaslá, ta ale v roce 1970 vybuchla a během 3–4 týdnů přidala ostrovu 3 km² nové země. Další erupce se dostavily v roce 1973 a 1985. Je to jediná norská činná sopka.
V roce 2010 byl celý ostrov vyhlášen přírodní rezervací.

## Fotogalerie

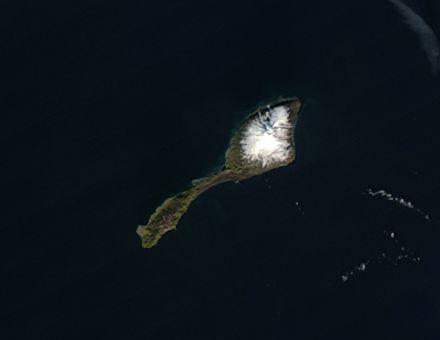
Satelitní snímek ostrova Jan Mayen
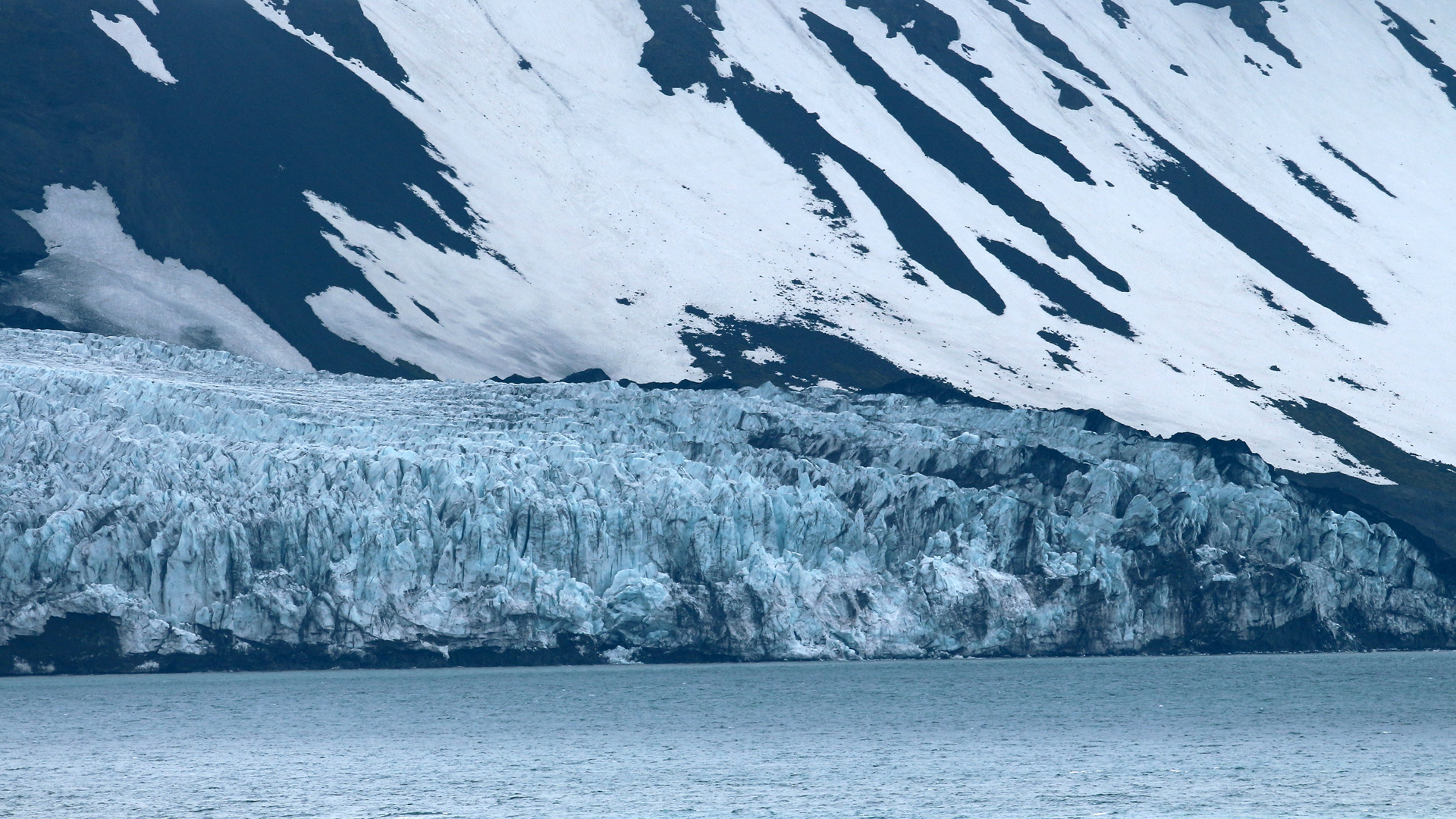
Ledovec Beerenberg u stejnojmenné sopky
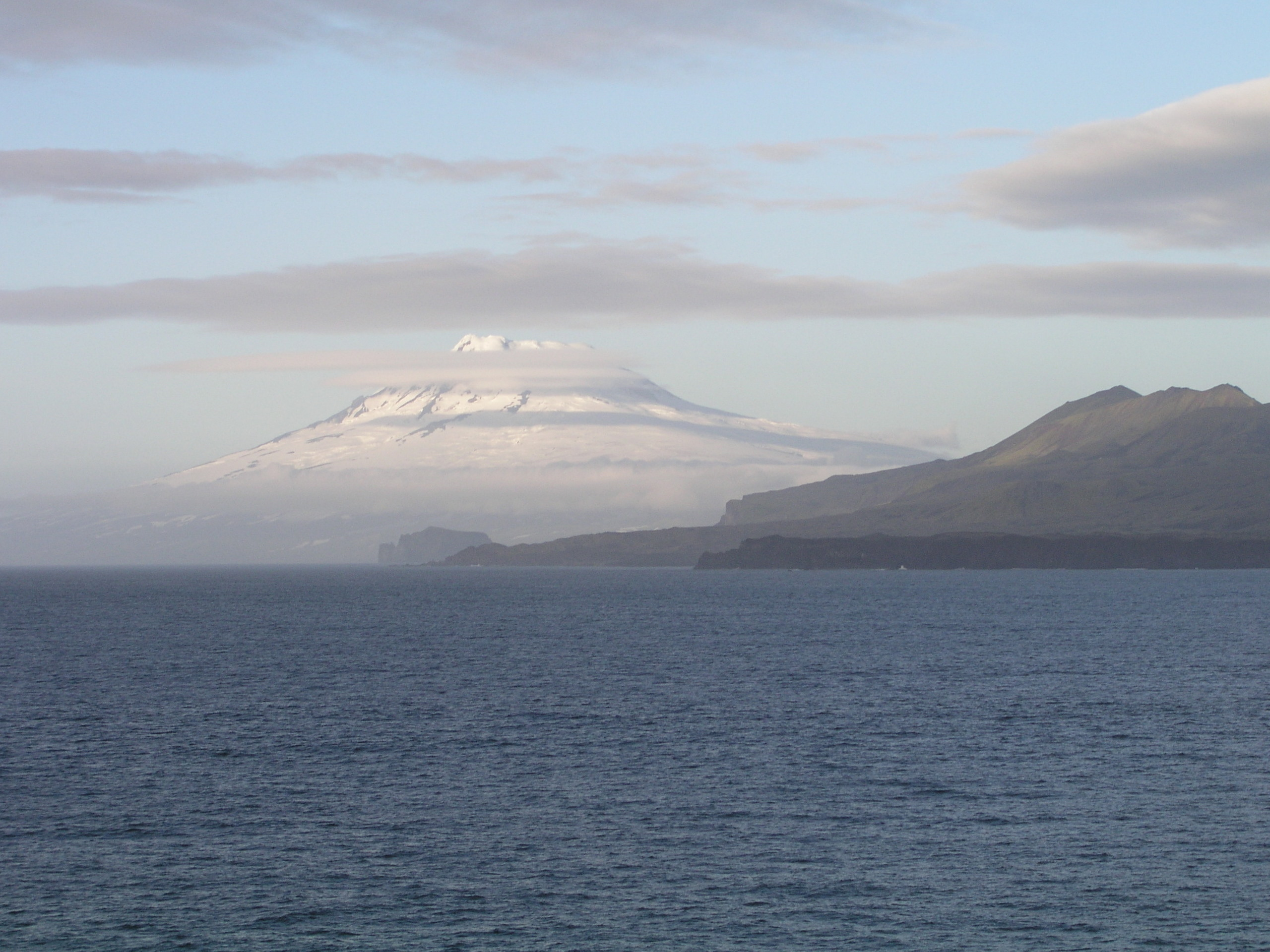
Sopka Beerenberg (2277 m)
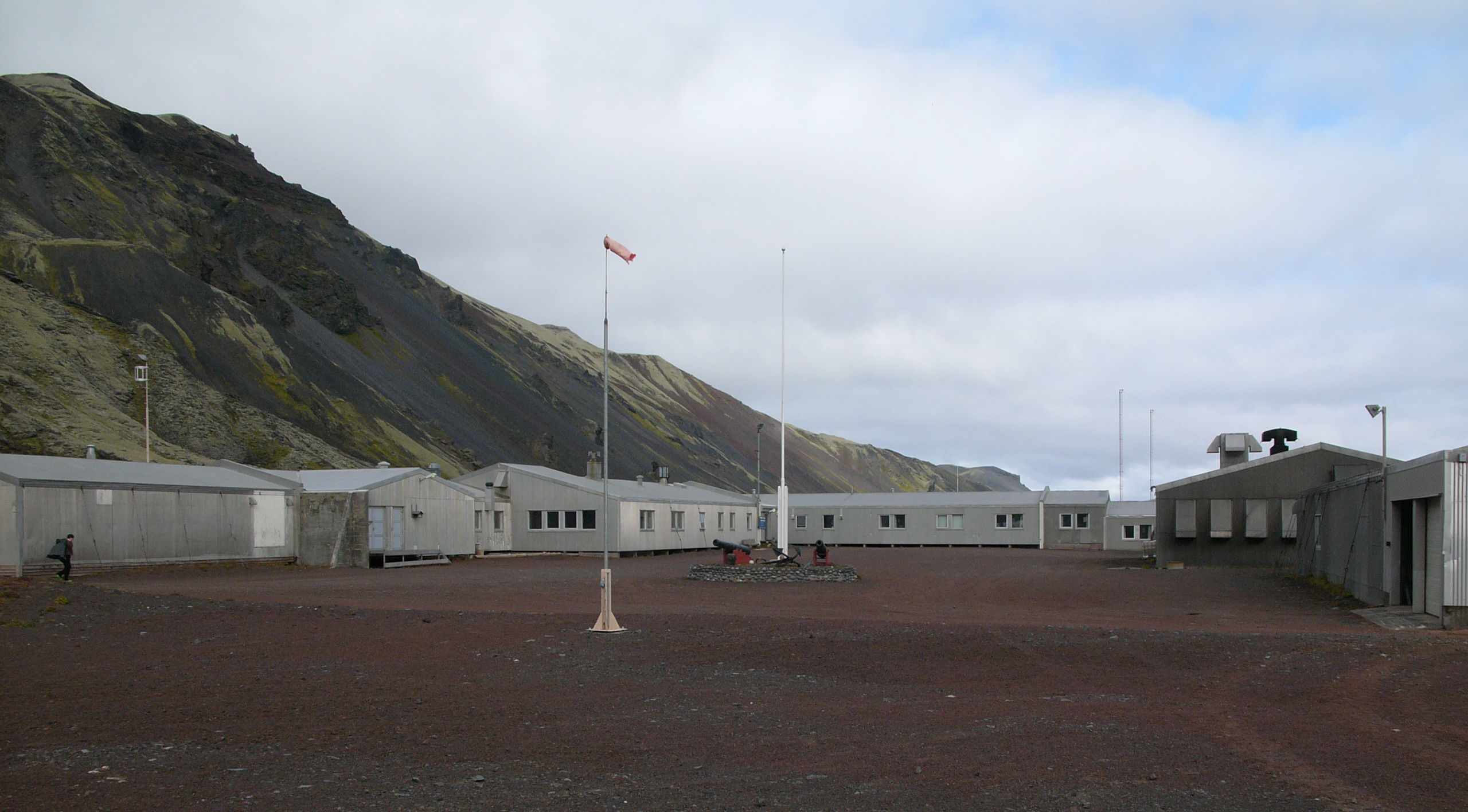
Areál norské meteorologické stanice
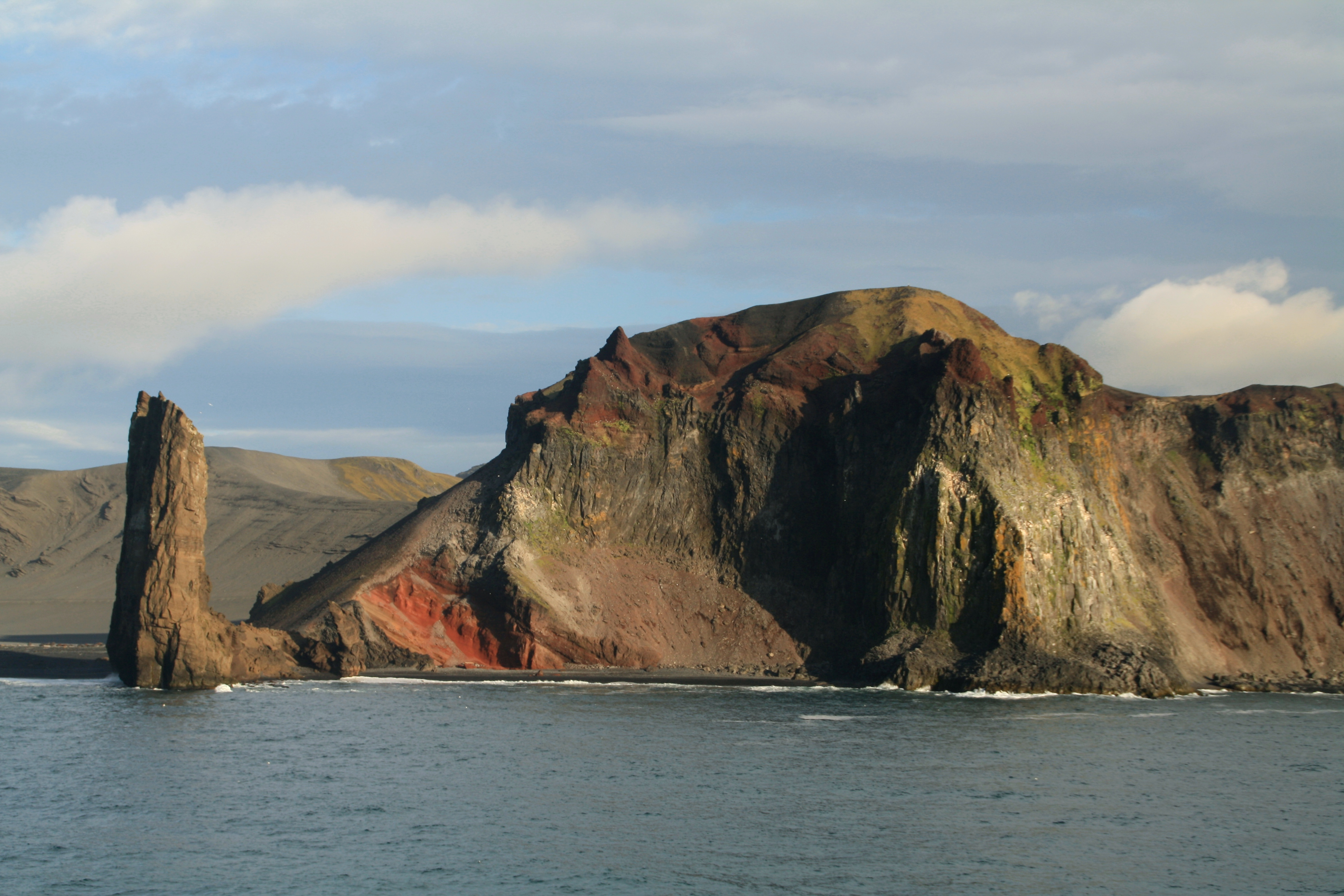
Útesy vulkanického původu na pobřeží
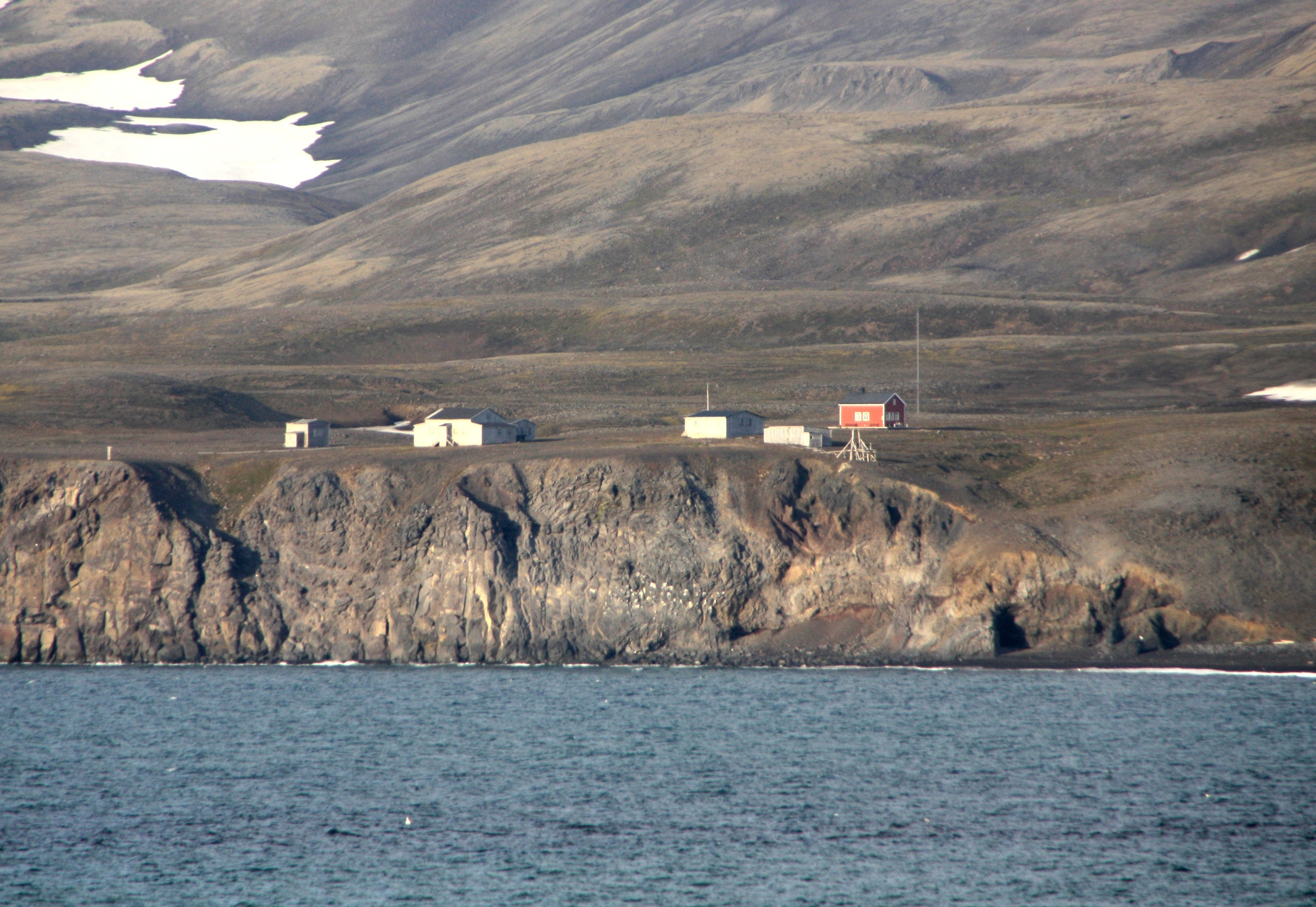
Osada Metten ve střední části ostrova